# Fugitive Doctor
Fugitive Doctor (lett. "Dottore Fuggitivo") è un personaggio immaginario dell'universo del Doctor Who. È un'incarnazione ignota del Dottore, Signore del Tempo originario del pianeta Gallifrey che viaggia nello spazio e nel tempo a bordo del TARDIS. È interpretata dall'attrice britannica Jo Martin.
Il personaggio compare per la prima volta nella dodicesima stagione della seconda serie (2005-2022), nell'episodio In fuga dai Judoon (Fugitive of the Judoon), trasmesso nel Regno Unito il 26 gennaio 2020 e in Italia il 16 giugno 2020. Nell'episodio è travestita da una donna di nome Ruth Clayton, nella Gloucester del XXI secolo. Alla fine, recupera i suoi ricordi e si scopre che Ruth è un'incarnazione del Dottore, sebbene la sua collocazione cronologica nella serie sia inizialmente poco chiara. 
Questa incarnazione del Dottore è considerata più spietata e in passato ha lavorato per il gruppo di operazioni segrete dei Signori del Tempo "La Divisione", da cui ora è in fuga.

## Sviluppo
La Fugitive Doctor è stata concepita dallo showrunner Chris Chibnall e dal co-sceneggiatore Vinay Patel, che l'hanno ideata verso la fine della stesura della sceneggiatura di In fuga dai Judoon. La Fugitive Doctor è stata ideata non solo per prefigurare l'imminente arco narrativo de I bambini senza tempo della dodicesima stagione, ma anche per fungere da colpo di scena a sorpresa all'interno dell'episodio In fuga dai Judoon. L'incarnazione sarebbe poi riapparsa più volte nella serie dopo il suo debutto.

## Accoglienza
Fugitive Doctor ha ricevuto un'accoglienza per lo più positiva dalla critica, che ha elogiato la scelta di una donna di colore per il ruolo del Dottore e ha sottolineato l'interpretazione di Joe Martin. Molti fan e critici hanno espresso interesse nel vedere Martin riprendere il ruolo in una veste più ampia. Alcuni critici hanno criticato l'utilizzo e l'esecuzione del concept del personaggio all'interno della serie. Jo Martin ha espresso interesse nel continuare a interpretare il ruolo ed è apparsa in diversi audiodrammi della Big Finish Productions che raccontano storie con protagonista la Fugitive Doctor. Ha inoltre affermato che il ruolo l'ha aiutata ad ampliare le sue prospettive di carriera, soprattutto in America.

## Filmografia
- Doctor Who - serie TV, 4 episodi (2020-2022) - Jo Martin
- Doctor Who - serie TV, episodio 2x05 (2025) - Jo Martin

## Radio
- Doctor Who: Once and Future - serie di podcast, episodio 1x08 (2024) - Jo Martin
- Doctor Who: The Fugitive Doctor - serie di podcast, episodi 1x01-1x02-1x03 (2025) - Jo Martin